# ゴー・ファースト 潜入捜査官
『ゴー・ファースト 潜入捜査官』（ - せんにゅうそうさかん、Go Fast）は、2008年のフランスのアクション映画。
監督はオリヴィエ・ヴァン・ホーフスタッド、出演はロシュディ・ゼムとオリヴィエ・グルメなど。
最速の運び屋「ゴー・ファースト」として麻薬密売組織に潜入した捜査官を描いている。

## キャスト
| 役名                 | 俳優                     | 日本語吹替 |
| -------------------- | ------------------------ | ---------- |
| マレック             | ロシュディ・ゼム         | 東地宏樹   |
| ジャン＝ドー・パオリ | オリヴィエ・グルメ       | 中村秀利   |
| ミコ                 | ジャン＝ミシェル・フェト | 土田大     |
| リュシアン           | ジル・ミラン             | 楠大典     |
| グラディス           | カタリーナ・ドニ         | 安藤麻吹   |
| ナディア             | ジュリー・デュラン       |            |
| ルイージ             | ムラード・ゼゲンディ     |            |
| フレッド             | ダヴィッド・サラシノ     |            |
| ジョン・ウォール     | グレゴリー・ガドゥボワ   |            |
| 水泳指導員           | ビビ・ナセリ             |            |